# Mekiši kod Kaštelira
Mekiši kod Kaštelira – wieś w Chorwacji, w żupanii istryjskiej, w gminie Kaštelir-Labinci. W 2011 roku liczyła 21 mieszkańców.